# 小行星7965
小行星7965（英語：7965 Katsuhiko）是一颗围绕太阳公转的小行星。1996年1月17日，圓舘金、渡邊和郎在北见发现了此天体。
这颗小行星的绝对星等为280.45413等。